# Parcul Natural Fläming
Coordonate: 52° 0' 4" N, 12° 16' 43" E
Parcul Natural Fläming a fost deschis în anul 2005, fiind cel mai nou parc din Saxonia-Anhalt, Germania. Se întinde pe o suprafață de 82.425 hectare, fiind situat între lunca Elbei, dealurile  Fläming (la sud-vest), Brandenburg și Parcul natural Hoher Fläming. Regiunea parcului are o populație cu densitate mică, fiind dominată de o zonă colinară.